# Јосип Хрнчевић
Др Јосип Хрнчевић (Обровница, код Бјеловара, 9. децембар 1901 — Загреб, 13. март 1994), правник, судија, учесник Народноослободилачке борбе и друштвено-политички радник СФР Југославије и СР Хрватске.

## Биографија
Рођен је 9. децембра у селу Обровници код Бјеловара. Гимназију је завршио 1922. године у Бјеловару, а након тога студиј права у Загребу, где је и докторирао 1927. године. На почетку је радио као судијски и адвокатски приправник у Загребу, те као судија котарских судова у Бјеловару, Новској, Вуковару и Чаковцу, те окружних судова у Вараждину и Сремској Митровици (1929–1941). 
Члан Комунистичке партије Југославије постао је 1933. године. био је секретар Месног комитета КПЈ у Вараждину и Чаковцу од 1934, а од 1937. до лета 1941. секретар Окружног комитета. У марту 1940. године, био је делегат на саветовању КП Хрватске у Загребу, а у августу исте године на Првој конференцији КПХ у Загребу био је изабран за кандидата за члана Централног комитета КПХ.

### Народноослободилачка борба
Био је један од организатора Народноослободилачког покрета у Хрватском Загорју и Међимурју. У јуну је учествовао у оснивању прве партизанске групе у околици Вараждина, а у августу 1941. радио је на терену Сремске Митровице. Почетком јануара 1942. године, ступио је у Фрушкогорски партизански одред, где је био заменик политичког комесара одреда, а затим на војној дужности у Штабу за Срем. У новембру 1942, као делегат Штаба Трећег сремског одреда, упућен је у Штаб Треће оперативне зоне у Славонији. По доласку у Славонију, постао је члан Обласног комитета КПХ и секретар Обласног НОО за Славонију. На лето 1943. године, био је упућен на партијски рад у Загреб. По повратку из Загреба у септембру 1943, постао је секретар Обласног комитета КПХ за Загребачку област, а од новембра 1943. члан повереништва ЦК КПХ за северну Хрватску. У априлу 1944, отишао је у Врховни штаб НОВЈ у Дрвар, где је постао начелник војно-судског одељења и председник већа Вишег војног суда при Врховном штабу.
Током рата, имао је чин пуковника НОВЈ, а након превођења у резерву, произведен је у чин генерал-мајора.

### Послератна каријера
После рата, био је председник Војног већа Врховног суда ФНРЈ (1945–1946), савезни јавни тужилац ФНРЈ (1946–1951), председник Савезног врховног суда (1951–1959), члан Савезног извршног већа и секретар СИВ-а за правосуђе (1959—1963). Након доношења Устава 1963, био је изабран за председника Уставног суда Хрватске, дужност на којој је пензионисан 1967. године.
Био је члан Централног комитета СКХ (1946—1954. и 1965–1968), члан Централног комитета СКЈ (1952–1964) и члан Савета федерације СФРЈ.
Био је посланик Сабора НР Хрватске и народни посланик Народне скупштине ФНРЈ првог и другог сазива. Био је члан Савезног одбора ССРН Југославије и Главног одбора ССРН Хрватске, члан Централног одбора СУБНОР Југославије и члан председништва Савеза удружења правника Југославије.
Умро је 13. марта 1994. године у Загребу.

## Литерарни рад и одликовања
Објављивао је чланке и расправе, нарочито о институцијама јавног тужилаштва и уставним судовима у стручним публикацијама и периодици. Такође је скупио и објавио историјско-публицистичке чланке о Загребу током Другог светског рата.
Аутор је књига „Свједочанства“ (Загреб 1984) и „Црвене заставе – 1936“ (Загреб 1986; као коаутор).
Носилац је Партизанске споменице 1941, Ордена народног ослобођења, Ордена заслуга за народа са златном звездом, Ордена братства и јединства са златним венцем, Ордена рада са црвеном заставом, Орден за храброст и више других југословенских одликовања.